# Hořepník

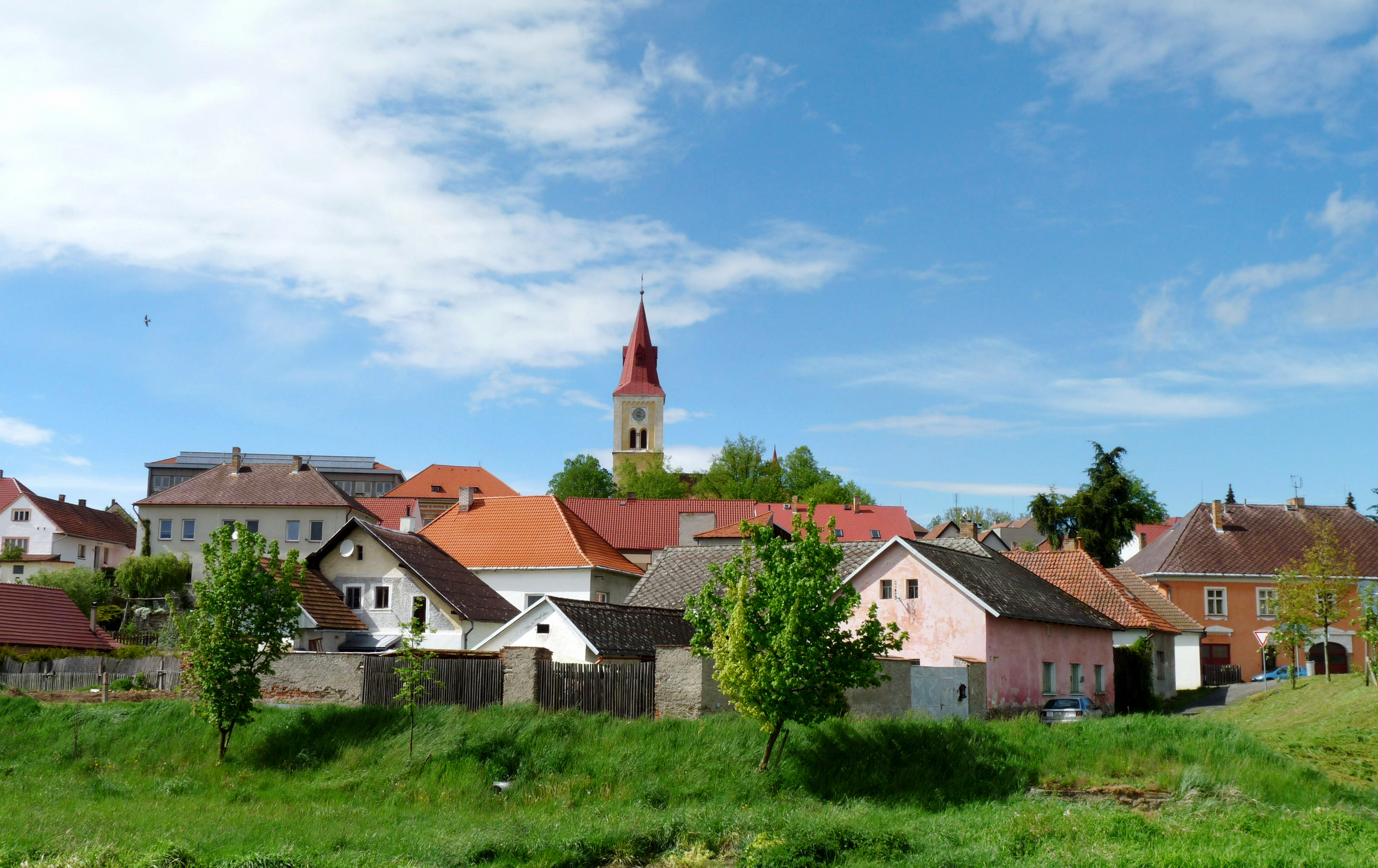
Hořepník

Hořepník (deutsch Horschepnik, auch Horzepnik, Härtlings) ist eine Gemeinde in Tschechien. Sie liegt fünf Kilometer westlich von Červená Řečice und gehört zum Okres Pelhřimov.

## Geographie
Hořepník befindet sich am linken Ufer des Flüsschens Trnávka in der Želivská pahorkatina, einem Teil der Böhmisch-Mährischen Höhe. Nördlich erheben sich der Radějov (576 m), Na Skalce (536 m) und Vystrkov (565 m), im Südosten die Čertova skála (609 m), südlich die Hůrka (554 m), im Westen der Šibeniční vrch (555 m) und nordwestlich der Bukovec (587 m). Durch den Ort führt die Staatsstraße I/129 zwischen Pacov und Křelovice.
Nachbarorte sind Radějov und Krasolesí im Norden, Loutkov, Arneštovice und Křelovice im Nordosten, Rovná im Osten, Vítovice im Südosten, Bořetice im Süden, Březina im Südwesten, Horní Dvůr, Velká Chyška und Lesná im Westen sowie Kyjov, U Nerudy und Dobroměřice im Nordwesten.

## Geschichte
Die erste urkundliche Erwähnung des Gutes Hořepník erfolgte im Jahre 1252 als Besitz des Vladiken Bedřich von Hořepník. Sein Sitz war die bei Březina auf einem steilen Sporn über der Trnávka gelegene Burg Konipas, die auch als Hořepník bezeichnet wurde. Im Jahre 1299 verkaufte Wenzel II. die Burg Konipas mit der Hälfte des Städtchens Hořepník und den Dörfern Přáslavice, Lesná, Březina und Kyjov sowie den wüsten Dörfern Opatovice und Smolín an Dětoch von Třebelovice. 1334 erwarb Ulrich III. von Neuhaus die Herrschaft Konipas. Ihm folgte 1354 sein Sohn Ulrich IV. Dieser verkaufte Konipas zwischen 1360 und 1361 an Jeník von Mezimostí. 1411 erwarb Peter von Konipas die Herrschaft, ab 1419 gehörte sie Jan von Chotěmice. Ihm folgten Nikolaus von Landstein und der Prager Burggraf Johann von Kralowitz, der seit 1431 auch die Feste Loutkov besaß. Zwischen 1442 und 1457 fiel die Burg Konipas wüst. Sitz der vereinigten Herrschaft Hořepník-Loutkov wurde die Feste Loutkov. 1451 erhielt Jan Sádlo von Smilkov den Besitz von seiner Mutter Marta von Březí, der Witwe des Johann von Kralowitz, überschrieben. Nach dessen Tode wurde Besitz unter Verwandten aufgeteilt und Hořepník gelangte 1465 an Petr Břekovec von Ostromeč, der die Güter an die Burg Kámen anschloss. 1491 erteilte König Vladislav II. dem Städtchen das Privileg für zwei Jahrmärkte. Zum Ende des 15. Jahrhunderts wurde Hořepník wieder von Kámen abgetrennt.
1534 erwarb Hynek Žampach von Potštejn Hořepník und Loutkov. Er gestattete 1540 in Hořepník und der Vorstadt Oulehle die freie Ausübung der Geschäftstätigkeit. Im selben Jahre erhielt die Stadt einen eigenen Magistrat, der bis 1800 bestand. Das älteste Stadtbuch stammt aus dem Jahre 1541. Zwischen 1544 und 1548 gehörte die wieder vereinigte Herrschaft Bedřich Černčický von Kácov, der mit Hyneks Schwester Žofka verheiratet war. Anschließend besaßen Heinrich Kekulé von Stradonitz und seine Söhne Wenzel und Adam die Herrschaft. 1577 versuchte Wenzel Kekulé Stradonitz, die Stadt der vollen Frondienstbarkeit zu unterwerfen. Der Streit um die Privilegien dauerte bis 1669 an. Von 1578 bis 1639 folgten die Španovský von Lisov, danach die Familie Račín von Račín und zwischen 1669 und 1757 die Grafen Martinic. 1670 gewährte Maximilian Valentin Martinic der Stadt wieder Freiheiten. 1757 verkaufte Josef Graf Martinic die vereinigte Herrschaft Loutkov-Hořepník an die Kongregation des Hl. Ludwig von Montfort in Prag. Nach den Josephinischen Reformen erfolgte 1777 der Zusammenschluss mit dem Welschen Spital in Prag. 1791 erwarb Wenzel Bechin, Ritter von Lazan die Herrschaft Hořepník. Weitere Besitzer waren ab 1804 Josef Erben, ab 1807 Anton Ritter von Petz, ab 1813 Ignaz Löffelmann, ab 1820 Anton Rombald und ab 1836 Josef Pistorius.
Nach der Aufhebung der Patrimonialherrschaften bildete Hořepník ab 1850 mit dem Ortsteil Loutkov eine Stadtgemeinde in der Bezirkshauptmannschaft Pelhřimov. 1862 bestand Hořepník einschließlich der Vorstadt Úlehle aus 126 Häuser. Die Einwohnerschaft bestand aus 825 Katholiken und 144 Juden. Die Güter in Hořepník kaufte zum Ende des 19. Jahrhunderts der Großgrundbesitzer Ladislav Horák auf Březina von der Familie Pistorius. Am 29. Februar 1892 zerstörte ein Stadtbrand 17 Häuser. 1899 brannten am sechs Häuser an Markt nieder. Ein Hochwasser der Trnávka überflutete am 16. Mai 1911 Teile der Stadt. Dabei ertrank ein Einwohner und die Brücke nach Vítovice wurde zerstört.
An ihrer Stelle entstand 1912 nach Plänen von Stanislav Bechyně eine der ersten Brücken in Eisenbetonbauweise. 1911 fusionierten Hořepník und Loutkov zu einer Einheit. 1948 verlor Hořepník die Stadtrechte. Zwischen 1949 und 1960 war die Gemeinde dem Okres Pacov zugeordnet. Nach dessen Auflösung kam sie 1961 zum Okres Pelhřimov zurück, zugleich wurden Březina und Rovná (mit Vítovice) eingemeindet. 1989 wurde Mašovice, das zuvor zu Útěchovice gehört hatte, nach Hořepník umgemeindet. Rovná bildet seit 1992 wieder eine eigene Gemeinde.

## Gemeindegliederung
Die Gemeinde Hořepník besteht aus den Ortsteilen Březina (Birkicht), Hořepník (Horschepnik), Mašovice (Maschowitz) und Vítovice (Witowitz) sowie der Ortslage Loutkov (Lautkau).
Das Gemeindegebiet gliedert sich in die Katastralbezirke Březina u Hořepníku, Hořepník und Mašovice u Hořepníku.

## Sehenswürdigkeiten
- Kirche der hl. Dreifaltigkeit, am Markt
- Pfarrhaus
- Statue des hl. Wenzel, am Markt
- Jüdischer Friedhof, westlich von Vítovice
- Schloss Hořepník, erbaut um 1760
- Eisenbetonbrücke über die Trnávka, erbaut 1912, das 25 m lange und 5 m breite Bauwerk ist eine der ersten Eisenbetonbrücken
- Betsäule
- Schloss Březina, die im 12. Jahrhundert durch die Herren von Rosenberg errichtete Feste wurde 1763 zu einem Barockschloss umgestaltet. 1893 erfolgte der Umbau zum Jagdschloss. Es befindet sich im Besitz der Familie Homolka.
- Kapelle in Březina
- Kapelle in Mašovice

## Söhne und Töchter der Gemeinde
- Jan Vlastimír Svoboda (1803–1844), tschechischer Pädagoge